# Callicarpa bodinieri
Callicarpa bodinieri är en växtart som tillhör glasbärssläktet och familjen kransblommiga växter. Den är en buske som naturligt förekommer i södra Kina och Indokina. Den växer huvudsakligen i tempererade biom.
I litteratur som betraktar Callicarpa giraldii som en synonym är en beskriven varietet till Callicarpa bodinieri taxonet Callicarpa bodinieri var. giraldii, på svenska ofta kallad bara glasbär eller västkinesiskt glasbär. Den förekommer inom handeln som en prydnadsbuske för trädgårdar. Den är en upprättväxande buske av 1,2 till 1,8 meters höjd med violetta blommor och violetta bär som trivs bäst i svagt sur jord och skyddat läge. I litteratur som erkänner Callicarpa giraldii som en egen art betraktas Callicarpa bodinieri var. giraldii som en synonym till Callicarpa giraldii.
Enligt Plants of the World Online (POWO) erkänns tre varieteter av Callicarpa bodinieri. De tre varieteter är Callicarpa bodinieri var. bodinieri (huvudvarietet), Callicarpa bodinieri var. iteophylla (auktor: C.Y.Wu, förekommer i Yunnan i Kina) och  Callicarpa bodinieri var. rosthornii (auktor: (Diels) Rehder, förekommer i Sichuan i Kina).
Callicarpa bodinieri beskrevs av Augustin Abel Hector Léveillé 1911. Artepitetet bodinieri hedrar Émile-Marie Bodinier (1842–1901), fransk katolsk präst, missionär och botaniker, som samlade in växter från Kina på 1800-talet.